# フランク・シベロ
フランク・シベロ（Frank Sivero、1952年1月6日 - ）は、アメリカ合衆国の俳優。シチリア系アメリカ人。
マフィア映画への出演が有名で、『ゴッドファーザーPARTII』でのジェンコ・アバンダンドや『グッドフェローズ』のフランキー・カーボーンの役で知られる。

## 経歴
シチリア島シクリアーナに生まれ、ニューヨークのブルックリンで育った。
『ゴッドファーザー』でソニー・コルレオーネ（ジェームズ・カーン）が義弟のカルロを痛めつける場面のエキストラとしてデビュー。『ゴッドファーザーPARTII』では、ヴィト・コルレオーネ（ロバート・デニーロ）の友人として出演。ほか、マーティン・スコセッシ監督作品にいくつか出演した。

## 主な出演作品
| 公開年 | 邦題 原題                                     | 役名                   | 備考           |
| ------ | --------------------------------------------- | ---------------------- | -------------- |
| 1974   | ゴッドファーザーPARTII The Godfather: Part II | ジェンコ・アバンダンド |                |
| 1977   | ニューヨーク・ニューヨーク New York, New York | エディ                 |                |
| 1979   | レイプ!コールガールの復讐 Fyre                | スリ                   |                |
| 1979   | サニーサイド/出口なき青春 Sunnyside           | デジ                   |                |
| 1984   | 処刑都市 Fear City                            | ギャング#2             |                |
| 1986   | 殺したい女 Ruthless People                    | 路上強盗               |                |
| 1990   | グッドフェローズ Goodfellas                   | フランキー             |                |
| 1993   | ポゼッション Possessed by the Night           | マーレイ               | ビデオ映画     |
| 1998   | ウェディング・シンガー The Wedding Singer     | アンディ               |                |
| 2000   | リトル★ニッキー Little Nicky                  | アナウンサー           |                |
| 2000   | アビエイター The Aviator                      | 写真家                 | クレジットなし |
| 2008   | NO RULES ノー・ルール Ring of Death           | トミー                 | テレビ映画     |